# Kommandierender General der Deutschen Luftwaffe in Griechenland
Der Kommandierende General der Deutschen Luftwaffe in Griechenland war eine höhere Dienststellung der deutschen Luftwaffe im Zweiten Weltkrieg.

## Geschichte
Die Aufstellung des Stabes der Dienststelle mit Sitz in Athen-Kaphissia erfolgte am 10. Februar 1944 aus der Dienststelle des Feldluftgaus XXIX und Teilen des X. Fliegerkorps.
Dem Kommandierenden General der Deutschen Luftwaffe in Griechenland oblag die taktische und operative Führung der Luftwaffenverbände im deutschbesetzten Griechenland. Der Kommandierende General erhielt seine Befehle vom Luftwaffenkommando Südost. Am 2. Oktober 1944 wurde die Dienststelle aufgelöst.

## Kommandierender General
| Dienstgrad      | Name          | Datum                                   |
| --------------- | ------------- | --------------------------------------- |
| Generalleutnant | Johannes Fink | 10. Februar 1944 bis 11. September 1944 |
| Generalmajor    | Hans Korte    | 11. September 1944 bis 2. Oktober 1944  |

## Unterstellung
| Unterstellung             | von              | bis             |
| ------------------------- | ---------------- | --------------- |
| Luftwaffenkommando Südost | 10. Februar 1944 | 2. Oktober 1944 |

## Unterstellte Verbände
| 10. April 1944 | |
| -------------- | --- |
| 10. April 1944 | 13. Flakbrigade; Fernaufklärungsgruppe 126; Stab/Fernaufklärungsgruppe 4 mit 3./Fernaufklärungsgruppe 33 und 2./Fernaufklärungsgruppe 123; 3./Nahaufklärungsgruppe 2; 7./Jagdgeschwader 27; 11./Zerstörergeschwader 26 |